# 白须短嘴霸鹟
，是雀形目霸鹟科的一种鸟类，属于单型的白须短嘴霸鹟属（学名：Phelpsia）。

## 特征
白须短嘴霸鹟体重约29.4克，翼长约98毫米，喙宽度约6.3毫米，喙厚度约4.8毫米，嘴峰长约17.9毫米，跗蹠长约22.4毫米，尾长约84.5毫米。
白须短嘴霸鹟是留鸟，栖息在森林，它们是食肉动物，主要以昆虫、蜘蛛等陆生无脊椎动物为食。它们分布在委内瑞拉的Llanos。